# (21678) Lindner
(21678) Lindner ist ein Asteroid des Hauptgürtels, der am 5. September 1999 von den deutschen Amateurastronomen Gerhard Lehmann und Jens Kandler an der Volkssternwarte Drebach (IAU-Code 113) in Sachsen entdeckt wurde.
Der Asteroid wurde nach dem deutschen Astronomen, Lehrer und Autor Klaus Lindner (* 1935) benannt, der zahlreiche Fachbücher über Astronomie verfasste.